# 亚历山大·塞利希
亚历山大·塞利希（德語：Alexander Szelig，1966年2月6日—），德国男子雪车运动员。他曾代表东德和德国参加1988年、1992年、1994年和1998年冬季奥林匹克运动会雪车比赛，其中1994年冬季奥运会获得一枚金牌。